# Giancarlo Zorlini
Giancarlo Zorlini (São Paulo, 1931) é um médico e pintor brasileiro.
Filho do também pintor e escultor Ottone Zorlini. Começou a exercer a medicina em 1956, mas poucos anos depois percebeu que era muito forte sua vocação para as artes plásticas. Encorajado pelo pai e por outros artistas amigos, em 1962, inscreveu-se nas aulas do pintor Angelo Simeone. Aliava, assim, a natural vocação com o aprendizado técnico que lhe proporcionava seu professor.
O motivo preferencial de suas obras é a paisagem.

## Vida

### Primeiros anos de vida e família
A pintura entrou gradativamente em sua vida pelo simples fato de ser filho do escultor, pintor, ceramista e desenhista Ottone Zorlini. Nasceu e cresceu rodeado de um acervo artístico diversificado, aprendendo, apreciando e vivendo com quadros, esculturas, etc.
Entretanto, a primeira manifestação aconteceu durante o curso de histologia, quando resolveu reproduzir em aquarela, as lâminas que estavam sendo examinadas ao microscópio. Foi esta, aliás, a única oportunidade em que conciliou arte e ciência.
Inúmeras vezes, acompanhava o pai ao encontro de seus colegas pintores da época, como Alfredo Volpi, Mário Zanini, Aldo Bonadei, Fúlvio Penacchi e outros.

### Estudos e formação

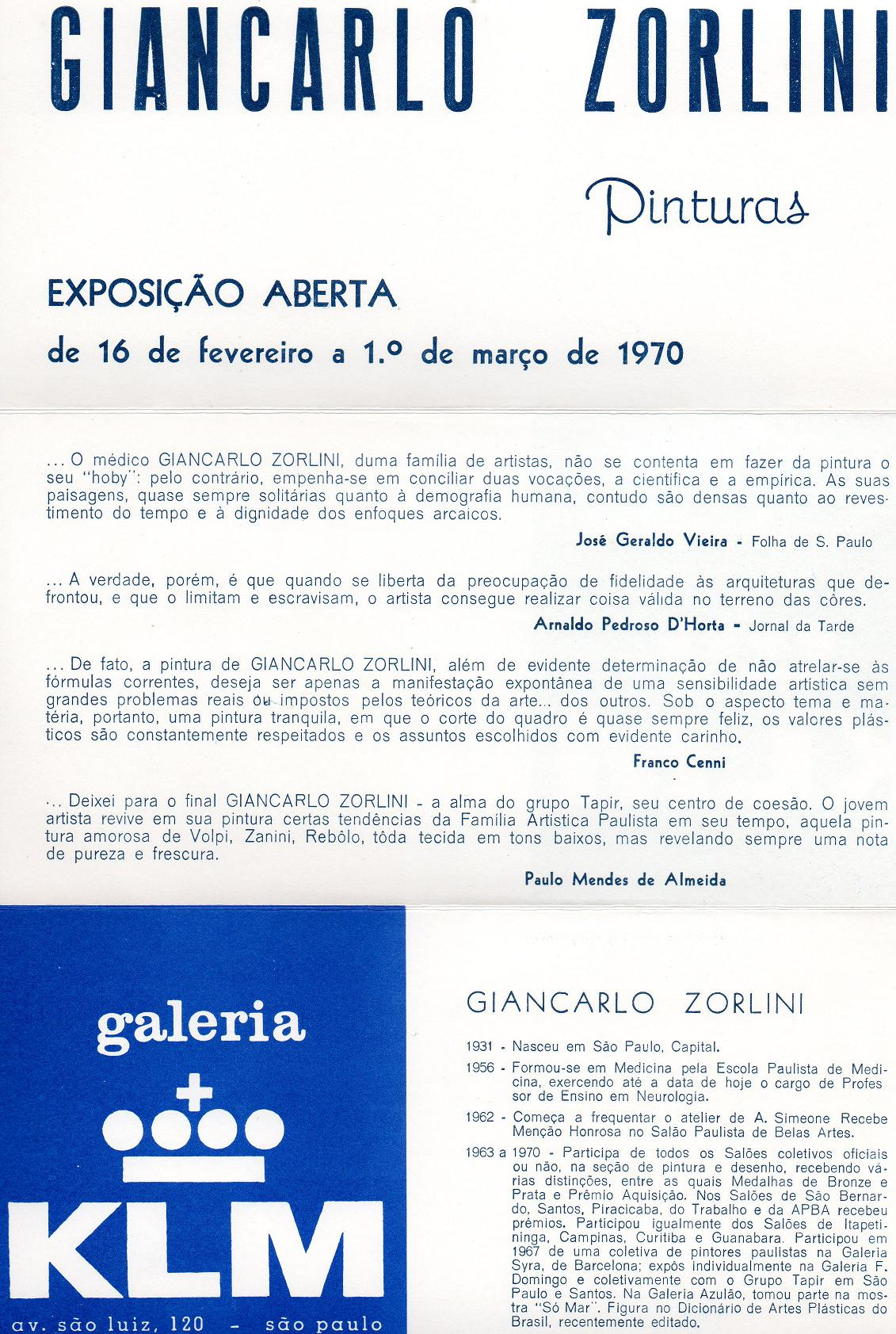
Catálogo de exposição individual na galeria KLM. São Paulo, 1970.

Iniciou seus estudos no Colégio Dante Alighieri até o colegial.
Em 1950, prestou vestibular para medicina, ingressando na Escola Paulista de Medicina em São Paulo, atualmente UNIFESP - Universidade Federal de São Paulo. Após o término da faculdade, ingressou no Departamento de Neurologia e Neurocirurgia, permanecendo no cargo de professor assistente de neurologia até 1994.
Ainda quando estudande e acadêmico, fazia alguns trabalhos de desenhos e quadros a óleo que presenteava a seus colegas.
Em 1962, com a veia artística herdada do pai, resolveu frequentar o ateliê de Angelo Simeone, onde todos os sábados se reuniam os alunos deste mestre para uma sessão de modelo vivo e natureza morta.
Com a convivência desses amigos pintores, as viagens começaram a ser programadas para pintura in loco.

## Viagens
Em 1963, foi a Ouro Preto, em companhia de Mário Zanini, Yoshiya Takaoka e Durval Pereira.
Nos anos seguintes, as viagens se tornaram frequentes à cidade de Paraty - Rio de Janeiro, Tiradentes - Minas Gerais, Diamantina — Minas gerais, cidades litorâneas de São Paulo e algumas fazendas de amigos.
Em 1972, acompanhado de cinco pintores fizeram uma viagem à Europa com o intuito de estudar, ver museus e trazer alguns trabalhos em pintura durante o período que lá ficaram. Realizaram outras duas viagens à Europa em 1974 e 1977 em companhia de outros colegas com o mesmo propósito.
A partir da década de 70, as paisagens, marinhas, casarios e modelo vivo se tornaram a temática principal de trabalho desse grupo, tendo sido criado o "Grupo Tapir" (Giancarlo Zorlini, João Simeone, José Procópio de Moraes, Glicério Geraldo Canelosso e Omar Pelegatta) e "Grupo Chácara Flora" (Giancarlo Zorlini, Omar Pelegatta, Emídio Dias de Carvalho, Arlindo Ortolani, Heitor Carilo e Glicério Geraldo Canelosso).

## Exposições

### Individuais
- 1966 - "Galeria F. Domingo" - São Paulo - SP
- 1970 - "Galeria KLM" - São Paulo - SP
- 1976 - "Galeria No Sobrado" - São Paulo - SP
- 1980 - "Galeria Renot" - São Paulo - SP
- 1982 - "Só desenhos" - Galeria da União Cultural Brasil Estados Unidos - São Paulo - SP
- 1982 - "Galeria Espade" - 25 anos de pintura de Giancarlo Zorlini - São Paulo - SP
- 1989 - "Lustres Projeto Cultural" - São Paulo - SP
- 2001 - "Abrela" - Ateliê de Giancarlo Zorlini - São Paulo - SP

### Coletivas
- 1967 - "Grupo Tapir" - Galeria F. Domingo - São Paulo - SP
- 1968 - "Grupo Tapir" - Galeria Celui-Ci - Santos - SP
- 1969 - "Só Mar" - Galeria Azulão - São Paulo - SP
- 1970 - "Pintores Paulistas" - Galeria Syra - Barcelona - Espanha
- 1975 - "Pintores Paisagistas" - Galeria Espade - São Paulo - SP
- 1975 - "Zorlini e Pellegatta" - Galeria No Sobrado - São Paulo - SP
- 1977 - "Grupo Chácara Flora" - Galeria Espade - São Paulo - SP
- 1978 - "Grupo Chácara Flora" - Galeria Domus - São Paulo - SP
- 1978 - "Só Flores" - Galeria Azulão - São Paulo - SP
- 1979 - "Paisagistas de São Paulo" - Museu de Arte de São Paulo (MASP) - São Paulo - SP
- 1979 - "Médicos Pintores" - Associação Médica do Rio de Janeiro - Rio de Janeiro - RJ
- 1980 - "Auto-retratos e pinturas" - Selection Arte - São Paulo - SP
- 1980 - "Exposição Italia-Brasil" - Museu de Arte de São Paulo (MASP) - São Paulo - SP
- 1982 - "Simeone - Agenor - Zorlini" - Ministério Público de São Paulo - São Paulo - SP
- 1990 - "Crefisul Espaço Cultural" - São Paulo - SP

## Críticas

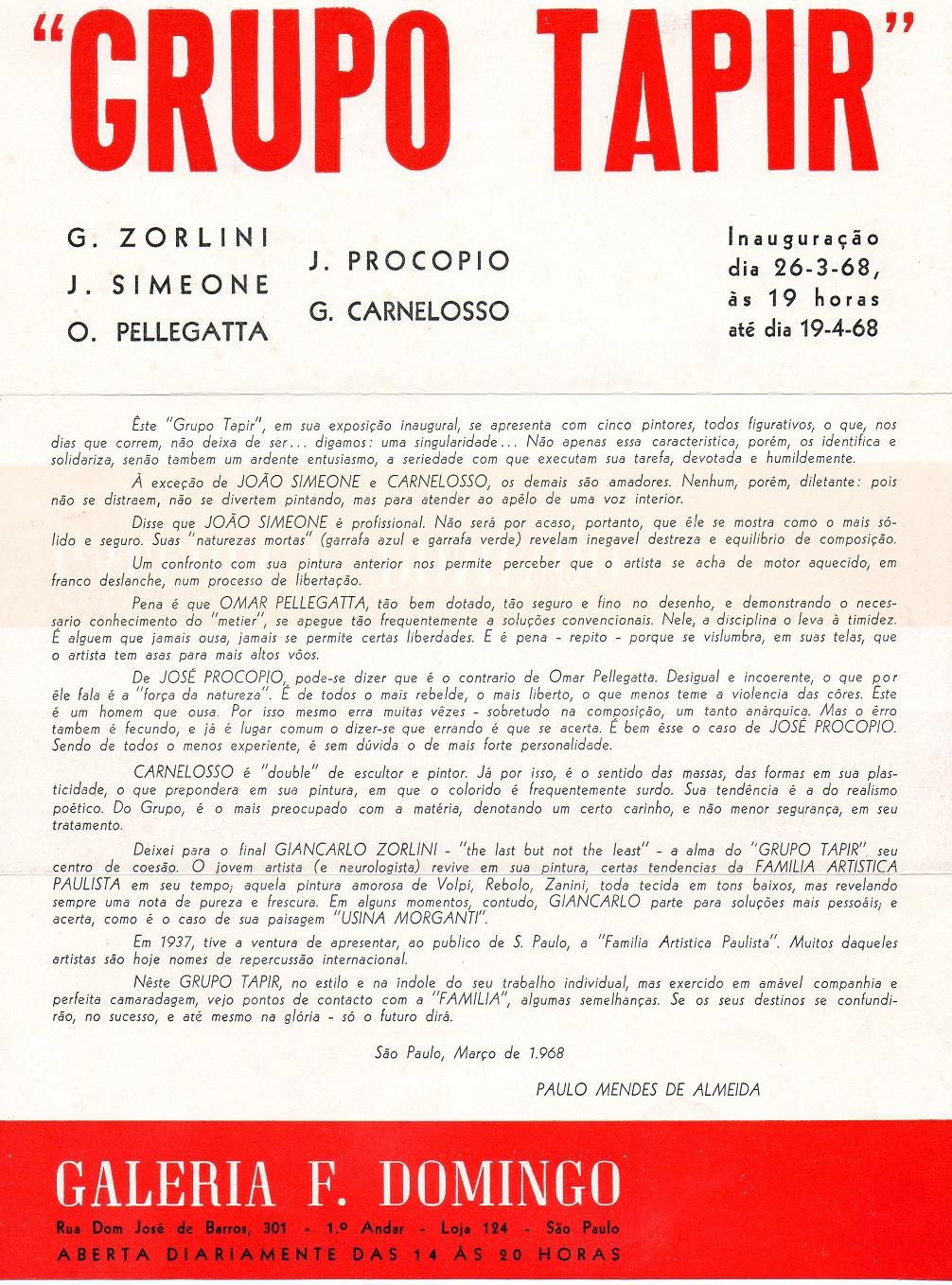
Catálogo da exposição do Grupo TAPIR em São Paulo - Brasil, 1968.

"De fato, a pintura de Giancarlo Zorlini, além de evidente determinação de não atrelar-se às fórmulas correntes, deseja ser apenas a manifestação espontânea de uma sensibilidade artística sem grandes problemas reais ou impostos pelos teóricos da arte... dos outros."   Franco Cenni - S. Paulo, 1966
"Giancarlo Zorlini, que trazia, aliado ao talento, a mão compreensiva do pai Ottone Zorlini, tem feito uma caminhada digna de ser louvada. Seu fervor pela pintura o tira do conforto, do bem-estar, para se embrenhar em ínvios caminhos, à procura do sol, das flores, dos casarões de Paraty e Ouro Preto."   Benedito Peretto - S. Paulo, 1965
"O médico Giancarlo Zorlini, duma família de artistas não se contenta em fazer da pintura o seu "hobby", pelo contrário, empenha-se em conciliar duas vocações, a científica e a empírica. Pela segunda vez expõe na galeria F. Domingo uma série de paisagens apensas a diferentes coordenadas geográficas e históricas, pois ora pinta Ouro Preto barroco e colonial, ora pinta Paraty marítmo e imperial. Trata-se de um gênero pós-impressionista, mas ainda válido pela emanência dos temas e pelo cunho de registro fisioplástico."  José Geraldo Vieira - Folha de S.Paulo - 11 de Dezembro de 1966
"Zorlini, dono de fina sensibilidade, e bastante habilidoso, consegue impressionar com a paisagem movimentada de número 5..."  L.B. d'Horta - Jornal da Tarde - São Paulo, 10 de Abril de 1968
"Giancarlo Zorlini é um jovem pintor que muito tem trabalhado e ainda tem amplo caminho à sua frente e certamente, não deu nenhuma importância a uma apressada opinião. Sabe que está no caminho certo, como outros colegas seus, mais experimentados, e que há muito não ligam para tentativas de desentendimento. Dedicam-se à pintura com o respeito que ela merece."   Quirino da Silva - Diário da Noite, 1967
"Entetanto, se os resultados alcansados por Giancarlo Zorlini ficassem restritos a isso, não teria sentido discutir-lhe a pintura. A verdade, porém, é que quando se liberta da preocupação de fidelidade às arquiteturas que defrontou, e que o limitam e escravizam, o artista consegue realizar coisa válida no terreno das cores e composição."  A. P. d'Horta - Jornal da Tarde - São Paulo, 1967
"Entretanto, o amor pela pintura existe no jovem Giancarlo Zorlini. Experimente ele uma pequena simplificação em quatro trabalhos que vamos nomear, experimente uma ampliação da tela dos tais trabalhos, e começará a ver que lhe será possível aproximar-se da obra de arte da pintura. O caso está nas telas "Canavial e Usina", "Paisagem", "Olaria e Canavial" e ainda na pequena "Paisagem" ao lado da entrada".  Geraldo Ferraz - Estado de São Paulo - SP - 8 de Janeiro de 1967
"Filho de um grande pintor e escultor, terá herdado do pai o amor aos valores plásticos, às belas texturas, a certos expedientes artesanais que com o passar do tempo se tornariam propriedade comum de bom número de artistas paulistanos ativos entre as décadas de 30 a 50. Grande trabalhador, Giancarlo tem se despojado pouco a pouco de veelhos preconceitos e de toda uma inútil tralha academizante, no sentido de uma simplificação de recursos que só poderá beneficiar a sua arte. O domínio composicional de amplos espaços, reduzidos a um arabesco essencial impregnam sua obra de lirismo evidente."   José Roberto Teixeira Leite - São Paulo, 28 de Maio de 1978
Entrevista (por Lenita Miranda de Figueiredo - "Zorlini, o médico pintor"):
- Giancarlo, como foi a "vernissage" no atelier Renot?
"Foi valiosa tanto no aspecto artístico como financeiro. Todos os quadros foram adquiridos. Importante mesmo foi a rotatividade de público."
- Renot, que tal o sucesso da exposição Zorlini?
"Desde que foi criada a galeria em Outubro de 1960 até agora foi a exposição de Zorlini a que trouxe maior público em todos os dias com êxito completo de vendas. Vejo na pintura de Zorlini o despontar de um jovem artista fadado a ocupar um lugar de destaque entre os grandes pintores do Brasil."  Renot - 1970
Existe em São Paulo um grupo de pintores unidos por sólida amizade em perfeita harmonia e camaradagem que ainda buscam o litoral e o casario. Estes, na realidade, são os alegres pintores da paisagem.
Lenita Miranda de Figueiredo - Folha da Tarde - São Paulo, 28 de Abril de 1980
"... em quatro pequenas aquarelas colocadas ao fundo da sala, contudo, Zorlini mostra-se mais solto, estica sua capacidade de trilhar a própria senda. E ali poderá encontrar a sua auto-determinação na pintura."  Ivo Zanini - Folha de S.Paulo, 19 de Abril de 1980
"... Deixei para o final Giancarlo Zorlini, a "Alma do Grupo Tapir", seu centro de coesão. O jovem artista revive em sua pintura certas tendências da Família Artística Paulista em seu tempo, aquela pintura amorosa de Volpi, Zanini, Rebolo, toda tecida em tons baixos, mas revelando sempre uma nota de pureza e frescura."  Paulo Mendes de Almeida - Crítico, escritor.